# Climex
Climex, ook wel de Climex Exchange genoemd, is een in Amsterdam gevestigde beurs waar uitstootrechten verhandeld worden. Climex beschrijft zichzelf als een "pan-Europese organisatie" met de doelstelling een "transparante marktplaats voor de handel in en veiling van milieugerelateerde goederen en energiecontracten aan te bieden".

## Handel
De beurs faciliteert verschillende handelsactiviteiten, waaronder:
- veiling van emissierechten, waaronder European Union Allowances (EU-emissierechten), Certified Emission Reductions (CERs) en Emission Reduction Units (ERUs),
- veiling bij aanbesteding van energiecontracten.

Alle handel vindt online, dus virtueel plaats. Er is geen fysieke beurs. Bij alle handel is de, tevens in Amsterdam gevestigde, energiebeurs APX-ENDEX de centrale tegenpartij. Dat wil zeggen dat het formeel de verkopende partij is bij alle kooptransacties en de kopende partij bij verkooptransacties.
Na grootschalige diefstal in emissierechten besloot Climex in 2011 te stoppen met haar hoofdactiviteit, spot trading (daghandel) in CO2-emissierechten, en zich te richten op veilingen. Andere beurzen in emissierechten (BlueNext van Euronext, de European Climate Exchange van de InterContinental Exchange en de European Energy Exchange van de Deutsche Börse) blijven wel spot trading in uitstootrechten aanbieden. Ze kunnen dit doen omdat ze elk eigendom zijn van een grote derivatenbeurs die deze handel kan ondersteunen.

## Geschiedenis
Climex begon in 2003 onder de naam New Values. In 2007 kocht New Values het Nederlands/Belgische veilingplatform EnergieKeuze (formeel European Energy Auction) aan.
In 2005 vormde New Values de Climex Alliance, een verband van verschillende Europese regionale partners:
- New Values (Nederland)
- SENDECO2 (Spanje)
- Vertis Environmental Finance/euets.com (Hongarije)
- STX Services (Nederland)
- APX B.V. (Nederland).

In 2008 fuseerden de regionale partners tot de huidige organisatie Climex.
In oktober en november 2011 hield de Nederlands overheid twee proefveilingen van emissierechten via Climex. Hierbij werden in totaal 4 miljoen CO2-uitstootrechten verkocht. De verhandelde rechten zijn tot 2020 houdbaar. De veilingen leverden de Nederlandse overheid 59,46 miljoen euro op. Naast de veilingen deed de overheid ook een proef met verkoop van emissierechten via het systeem van banken.
In maart 2011 kondigde Climex aan te stoppen met haar hoofdactiviteit: spot trading (daghandel) in EU-emissierechten en Certified Emission Reductions (CERs), een type emissierechten voor CO2-uitstoot. De beslissing te stoppen met spot trading in CO2-emissierechten volgde nadat de Europese Commissie begin 2011 de handel stillegde wegens onrust op de markt veroorzaakt door diefstal van miljoenen emissierechten in Duitsland, Oostenrijk, Italië, Tsjechië, Griekenland en Roemenië.
Per april 2014 is Climex een zelfstandige onderneming. Daarvoor waren Rabobank en stroombeheerder TenneT aandeelhouders van Climex.